# Willempolder c.a.
De Willempolder c.a was een overkoepelend waterschap in de gemeente Wissenkerke op Noord-Beveland, in de Nederlandse provincie Zeeland.
Het waterschap was verantwoordelijk voor de afwatering van verschillende (op zich zelfstandige) polders, namelijk:
- de Willempolder
- de Geersdijkpolder
- de Wissekerkepolder
- de Thoornpolder
- de Mariapolder
- de Vlietepolder
- de Sophiapolder